# Камбара, Тай
Тай Камбара (яп. 神原 泰 Камбара Тай, 23 февраля 1899 года, Сэндай — 1997 года, Иокогама) — японский художник, один из основоположников японского футуризма.

## Жизнь и творчество
Вскоре после рождения Тая Камбары его семья переезжает в Токио. Ребёнок, с детства знавший английский, французский и итальянский языки, был воспитан в традициях европейской культуры. Камбара живо интересовался также последними веяниями западной культурной жизни. С футуризмом он знакомится при помощи Икумы Арисимы (1882—1974), читает работы Умберто Боччони о футуризме (Pittura, sculptura futuriste, dinamismo plastico (1914)) и вступает в переписку с Ф. Т. Маринетти. В 19-летнем возрасте Камбара публикует сборник футуристических поэм. В 1917 году он демонстрирует на 4-й выставке Ника-тэн свои абстрактные полотна, а в 1920 году организует свою первую персональную выставку под названием «Текучесть жизни, музыкальное выражение». В том же году публикует «Дай иккай Камбара Тай сэнгэнсё» — «Первый манифест Камбары Тая».
В 1922 году художник организует различные акции группами художников-авангардистов, публикует в прессе статьи о футуризме, продолжает оживлённую переписку с итальянскими футуристами (Маринетти). В период с 1924 по 1930 год Камбара инициирует организацию различных художественных группировок авангардистского направления и модернистских журналов.
В 1990 году престарелый художник передаёт собранные им многочисленные материалы по истории футуристского движения и авангарда в художественный музей Ёхара («Библиотека Камбары Тая»).

## Участие в выставках (избранное)
- 1917 — 4-я Ника-тэн, Токио
- 1923 — Экшн, Токио, Мицукоси
- 1925 — Общество Санка, Токио, Мацудзакая
- 1936 — Каю (Друзья живописи), Токио, Итоя
- 1986 — Япония авангарда 1910—1970, Париж, Центр Жоржа Помпиду
- 1988 — Двадцатые в Японии, Токио, Городской музей искусств
- 1992 — Абстрактная живопись в Японии 1910—1945, Токио, музей искусств Итабасику
- 1993 — Япония и Европа 1543—1929, Берлин, Дом Мартина Гропиуса.